# NGC 967
NGC 967 é uma galáxia elíptica (E-S0) localizada na direcção da constelação de Cetus. Possui uma declinação de -17° 12' 59" e uma ascensão recta de 2 horas, 32 minutos e 12,8 segundos.
A galáxia NGC 967 foi descoberta em 10 de Novembro de 1835 por John Herschel.